# Eurycheilichthys
Eurycheilichthys is een geslacht van straalvinnige vissen uit de familie van de harnasmeervallen (Loricariidae).

## Soorten
- Eurycheilichthys limulus Reis & Schaefer, 1998
- Eurycheilichthys pantherinus (Reis & Schaefer, 1992)